# Coupe-œuf à la coque
Un coupe-œuf à la coque est un ustensile de cuisine permettant une découpe mécanique nette de la coquille d'un œuf à la coque.
Cet ustensile ne doit pas être confondu avec le coupe-œuf à fils permettant de découper en tranches un œuf dur déjà écalé.
Selon le dictionnaire Larousse, le coupe-œuf est, par définition, destiné à couper le bout d'un œuf à la coque, et que le substantif "coupe-œuf" se suffit donc à lui-même, sans exiger de le faire suivre par "à la coque".

## Coupe-œuf à dents
Un coupe-œuf à la coque comporte habituellement un mécanisme de découpe constitué de dents venant entamer la coquille, activé par rotation. L'anneau est placé sur l'œuf, les dents se prennent dans la coquille et la coupent en tournant.
Ces deux peuvent être positionnées :
- sur un anneau unique dentelé, mis en rotation à l'aide d'une poignée avec ciseaux ;
- sur un ensemble de petits disques positionnés sur un anneau principal, mis en rotation par mouvement circulaire manuel. Deux types d'ustensiles existent selon le procédé utilisé pour effectuer la prédécoupe : par rotation de dents ou par impact sur une roue dentelée.

Ferdinand Fleischmann de Mödling a reçu en 1907 un brevet pour un coupe-œuf avec des dents et le mécanisme de ciseaux, ce qui représente une amélioration des modèles plus anciens.

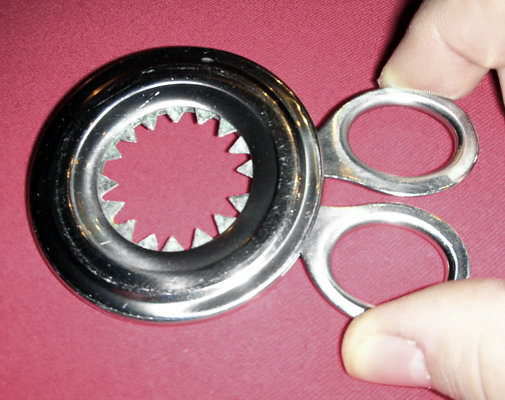
Coupe-œuf avec mécanisme à ciseaux.
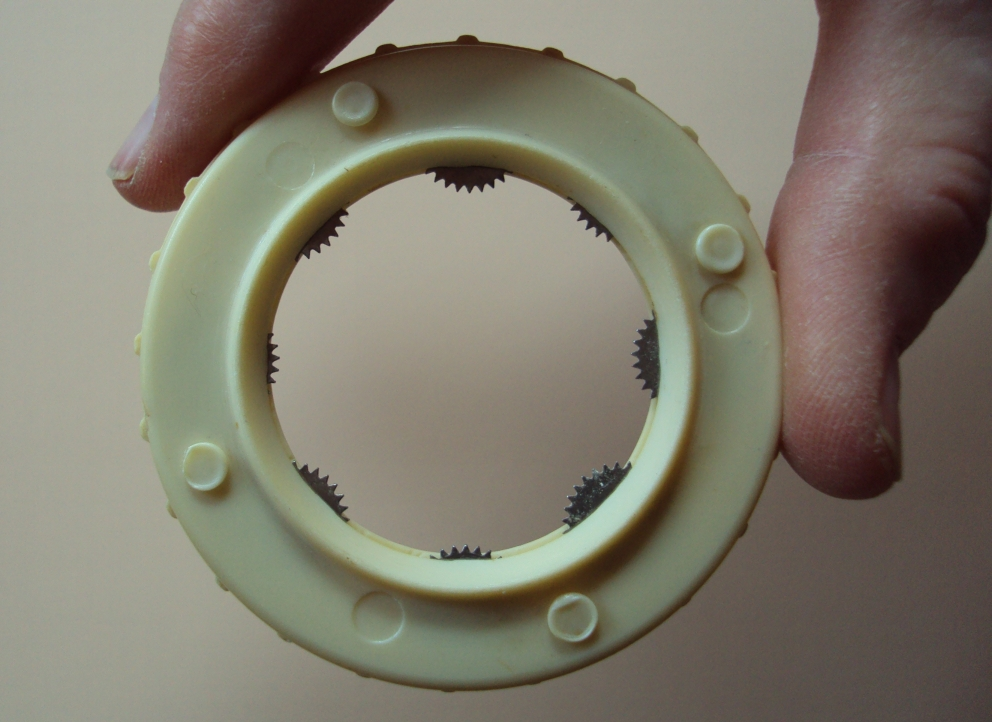
Coupe-œuf avec disques de coupe dentelés excentriques.

## Toqueur

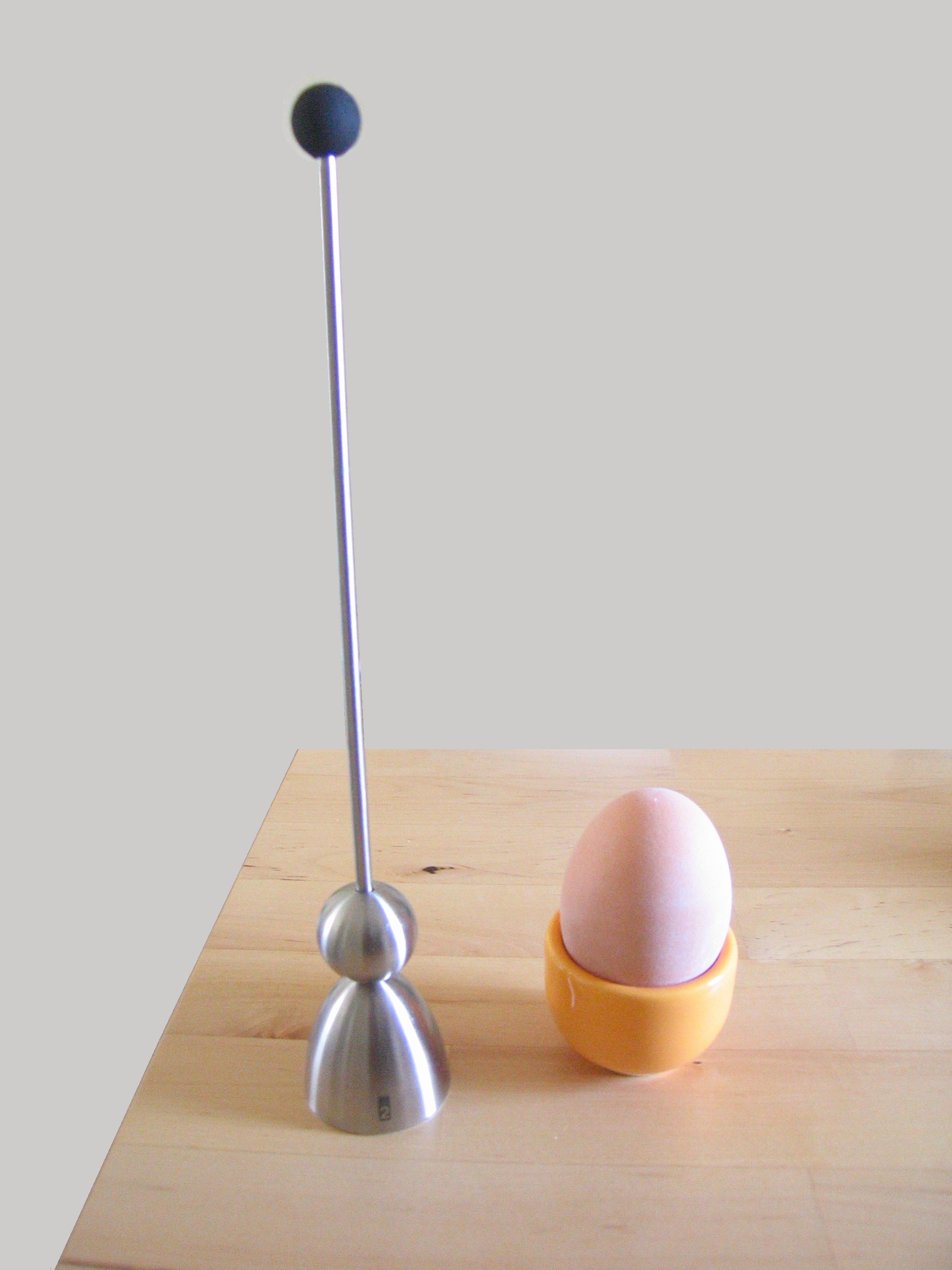
Toqueur.

### Définition et description
Le toqueur est un coupe-œuf basé sur le principe de la dissipation de l’énergie cinétique lors d’un choc. Il comporte une pièce creuse, munie d’une arête circulaire fine, éventuellement dentelée, qui vient coiffer l’œuf, et un mécanisme permettant de provoquer un choc sur cette coiffe. Dans les conditions de fonctionnement idéales, le choc provoque une brisure de la coquille, nette, circulaire, et localisée exactement au niveau de l’arête de la coiffe. 
Il existe plusieurs modèles de toqueurs, différant principalement par le mécanisme de génération du choc. Les modèles les plus courants sont :
- le toqueur à bille, sans ressort : il comporte une bille en acier coulissant sur une tige verticale, assez longue, prolongeant la coiffe ; on soulève la bille et on la laisse tomber sur la coiffe
- le toqueur à ressort : il est équipé d’une masse en acier, rappelée par un ressort, et coulissant à la verticale de la coiffe : on soulève la masse et on la lâche ; la force du ressort, jointe à celle de la pesanteur, la propulse sur la coiffe ; l’encombrement de ce modèle est moindre.

### Origine et étymologie
La firme allemande «Take2-Design GmbH & Co. KG» a développé, et distribué en Allemagne, à partir de 1999, un modèle à bille, sans ressort, baptisé Clack.
C’est lorsque ce modèle a commencé à être distribué en France, au début des années 2000, que la dénomination « toqueur » est apparue.
Le Wiktionnaire indique que cette dénomination est dérivée de toquer, avec le suffixe -eur. Selon le dictionnaire Larousse, « toquer » vient du radical onomatopéique tokk-, évoquant un choc. La dénomination française traduit donc bien cette notion de choc, aussi présente dans l’appellation Clack du modèle évoqué plus haut.
À l’heure actuelle, le substantif « toqueur » ne figure pas dans les dictionnaires classiques et n’est donc pas reconnu comme valable au Scrabble.

### Qualité du résultat
Il est parfois nécessaire de répéter l’opération pour obtenir une découpe complète. Lorsqu’on soulève ensuite le toqueur, il se peut que la calotte de l’œuf se sépare d’elle-même du reste de celui-ci ; si elle reste alors dans la coiffe, il est facile de l’en déloger en actionnant le mécanisme d’impact. Si la calotte de l’œuf ne se sépare pas d’elle-même, on peut achever la découpe à l’aide de la lame d’un couteau.

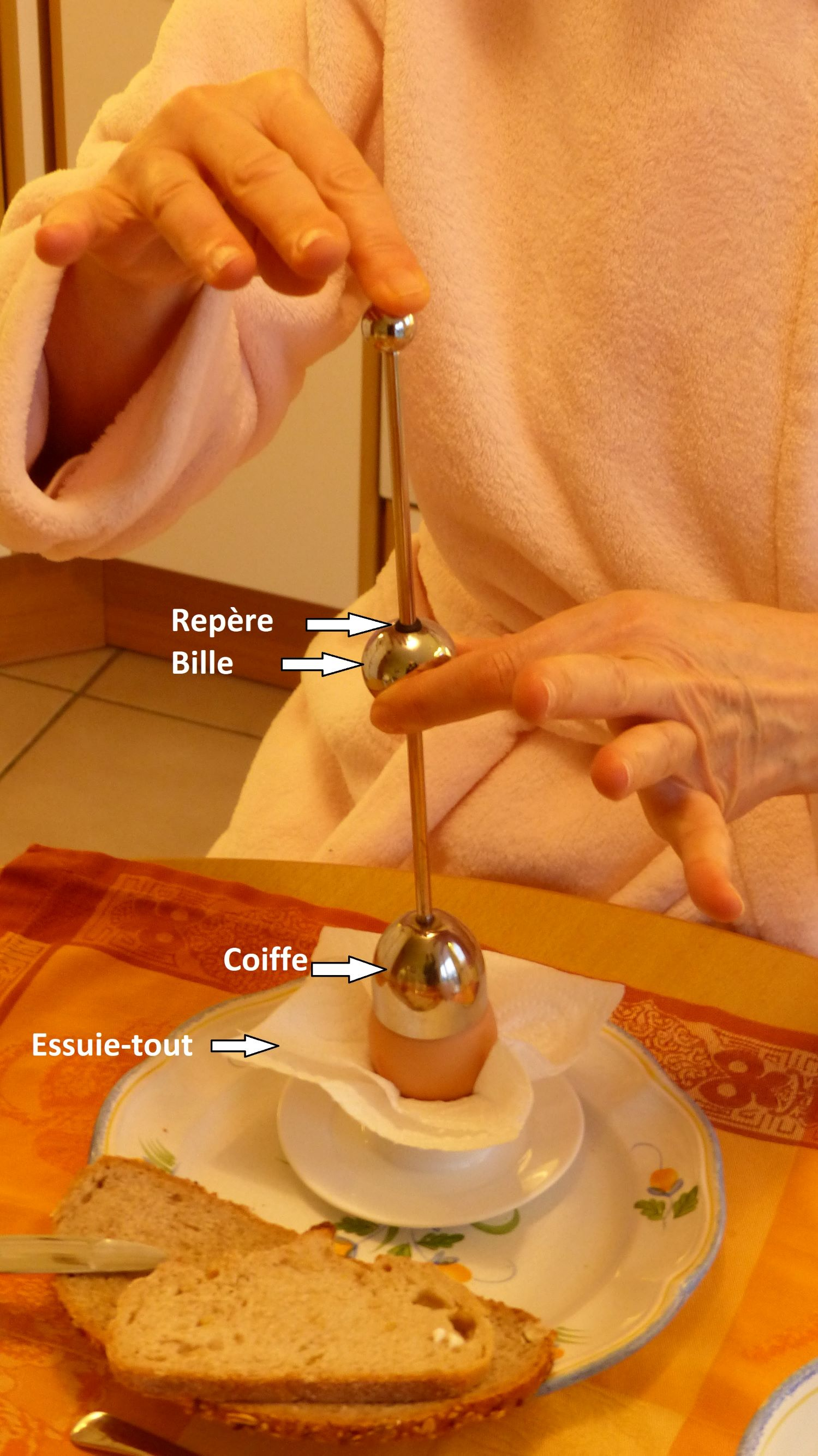
Toqueur à œuf à bille sans ressort.

Le résultat obtenu dépend de plusieurs paramètres, dont :
- la hauteur d’où on lâche la bille (ou jusqu’où on tend le ressort, si c’est un modèle à ressort) ;
- la solidité de la coquille, qui varie en fonction de la poule et de son alimentation ;
- l’intégrité de la coquille, qui ne doit pas être fendillée ;
- la transmission et l’absorption du choc au niveau du coquetier.

En ce qui concerne le premier point, il existe des toqueurs à bille qui possèdent un petit anneau en caoutchouc pouvant être positionné comme repère sur la tige, pour mémoriser la hauteur de lâcher que l'utilisateur considère comme idéale, sur base de son expérience.
En ce qui concerne le dernier point, il est conseillé d’utiliser un coquetier :
- suffisamment profond, pour éviter que le choc ne soit transmis, et ne s’exerce alors principalement, au niveau de la base de l’œuf ;
- offrant une surface de contact suffisante avec l’œuf, pour éviter que la découpe ne se fasse au niveau du bord du coquetier plutôt qu’au niveau de l’arête de la coiffe du toqueur.

Une solution simple et efficace pour amortir le choc au niveau du coquetier est d’intercaler, entre l’œuf et le coquetier, un petit carré de papier essuie-tout, en double épaisseur.